# Ciclone

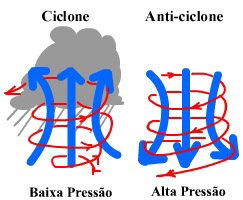
Ciclones e Anticiclones (Hemisfério Norte)

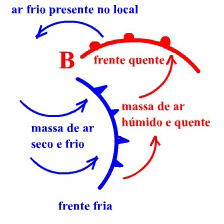
Sistema frontal ciclónico (Hemisfério Norte)

Um ciclone (ou depressão atmosférica ou centro de baixa pressão) é uma região em que o ar relativamente quente se eleva e favorece a formação de nuvens e precipitação. Por isso, tempo chuvoso e nublado, chuva e vento forte estão normalmente associados a centros de baixas pressões. A instabilidade do ar produz um grande desenvolvimento vertical de nuvens cumuliformes associadas a cargas de água.   
São classificados como tropicais,  extratropicais e subtropicais, dependendo da região onde se formam ou se desenvolvem. 

## Definição
"São regiões de baixa pressão atmosférica em torno das quais o vento sopra no sentido contrário ao dos ponteiros do relógio no hemisfério norte e sopra no sentido do movimento dos ponteiros do relógio no hemisfério sul, porque a pressão atmosférica é mínima no seu centro e aumenta à medida que a distância ao centro aumenta", descreve o IPMA, serviço meteorológico de Portugal.
Os ciclones são indicados nos mapas meteorológicos pela letra "B" (ou "L" em inglês, de low pressure) e são locais onde a pressão atmosférica é a mais baixa na sua vizinhança e em volta do qual existe um padrão organizado de circulação de ar. À medida que, pela ação do diferencial de pressões, o ar flui dos centros de altas pressões para um centro de baixas pressões é deflectido pela força de Coriolis de tal modo que os ventos circulam em espiral, isto é, no sentido anti-horário no Hemisfério Norte e no sentido horário  no Hemisfério Sul. Na meteorologia, os movimentos de ar resultantes de um centro de altas pressões são denominados anticiclones. 

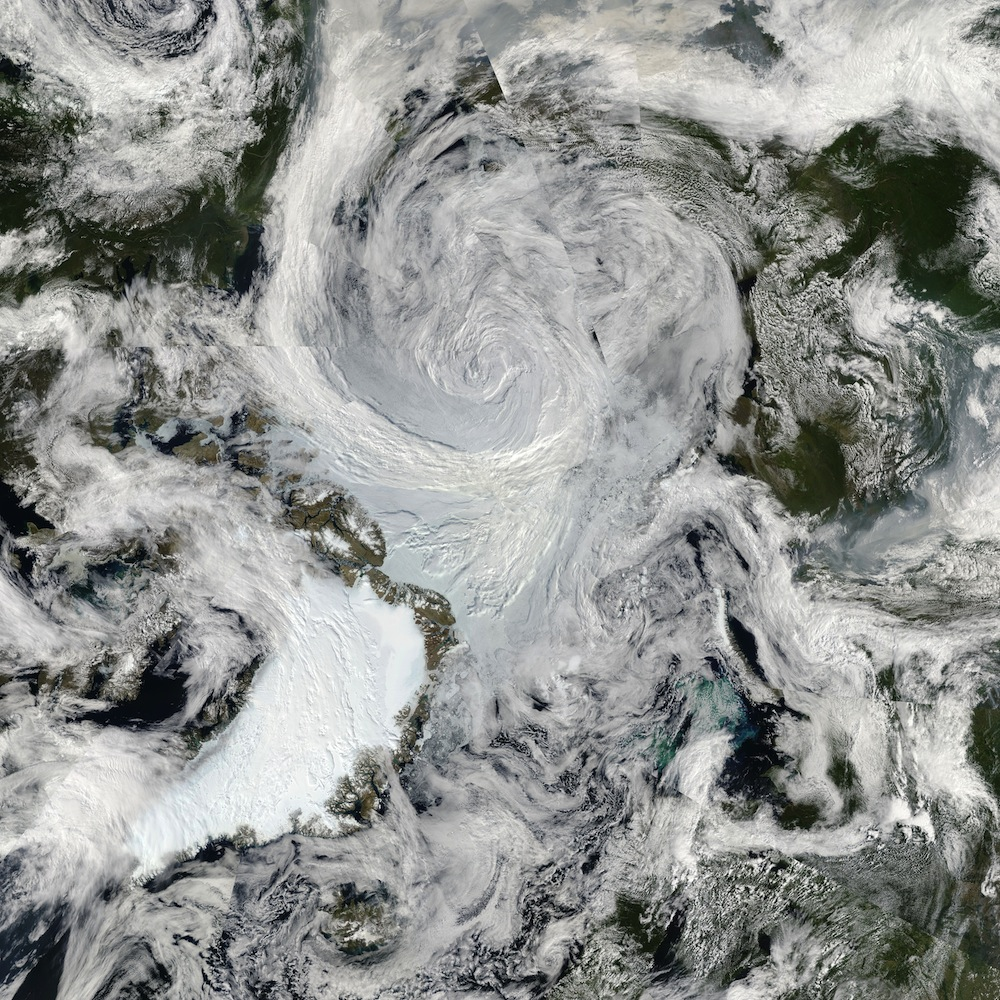
Um ciclone polar do Ártico em agosto de 2012

Os ciclones são fáceis de reconhecer num mapa de observações à superfície pelos ventos que tendem a fluir para ele com uma rotação «em espiral» e nas imagens de satélite pela configuração em forma de vírgula de bandas de nuvens.
No hemisfério norte, um ciclone em desenvolvimento é tipicamente acompanhado (a leste do centro de baixas pressões) por uma frente quente atrás da qual ventos de sul transportam para norte o ar quente e úmido de uma massa de ar quente, contribuindo para a desenvolvimento de precipitação. Atrás do centro de baixas pressões (a Oeste dele), ventos de norte transportam ar mais frio e seco para o sul, com uma frente fria marcando o bordo da frente dessa massa de ar mais fria e seca. No hemisfério sul, como o sentido ciclónico se inverte, observa-se tipicamente a situação simétrica desta.

## Movimento
O sentido de giro de um ciclone e de um anticiclone é o contrário para um mesmo hemisfério, sendo este determinado pela aceleração de Coriolis, o chamado efeito Coriolis.
Giram no sentido contrário ao dos ponteiros do relógio no hemisfério norte e sopra no sentido do movimento dos ponteiros do relógio no hemisfério sul. 

## Classificação
Os ciclones podem ser tropicais, extratropicais e subtropicais, principalmente devido ao local do planeta (latitude) onde se originam ou onde se intensificam ou enfraquecem. Assim, um ciclone pode "nascer" tropical, mas conforme avança para águas mais frias, se transformar num do tipo extratropical, por exempo.  O tufão Tip, o mais intenso ciclone tropical da história, por exemplo, passou de tropical para extratropical após tocar terra no sul do Japão em 19 de outubro de 1979. 
Como efeitos nocivos parecidos com os ciclones, podemos citar certos sistemas frontais, tornados  , tufões e furacões. 
A meteorologia diferencia o ciclone extratropical do furacão e tufão, já que estes têm núcleo quente e se formam sobre águas quentes, em geral acima de 26 graus celsius, sendo portanto englobados na categoria de ciclone tropical. Um ciclone extratropical é um fenômeno de latitudes médias e altas que, eventualmente, se pode propagar até latitudes tropicais, associado comumente a frentes frias e ondas baroclínicas em altos níveis da troposfera. 
Depressões (ou uma área de baixa pressão propriamente dita) e tempestades tropicais (ou ciclônicas, a depender do nome que recebem), também são ciclones "menores" e não raro se intensificam para ciclones propriamente ditos. 
Há também os ciclones polares, que se formam no Ártico ou na Antártida. 

## Formação e intensificação
De modo geral, a intensificação - ou a formação de um ciclone - ocorre da seguinte forma: 
Área de baixa pressão (ventos ≤ 30/kmh) → Depressão (31-62) → Tempestade (63-118) → Ciclone (ventos ≥ 119km/h) 
É bom lembrar que nem toda área de baixa pressão ou depressão se intensifica, podendo se extinguir antes. 

## Definições: ciclones tropicais, tufões e furacões
Tufões e furacões nada mais são do que ciclones tropicais.  Não há diferença entre eles, sendo que no Atlântico Norte (Caribe, Estados Unidos e México) este tipo de ciclone é chamado de furacão, no oeste da Ásia (Japão, Filipinas, Taiwan e outros) é chamado e tufão e em países do Índico é simplesmente chamados de ciclone tropical.  
Como na Índia e na Austrália os furacões são chamados ciclones (e, na Ásia, tufões), a mídia confunde constantemente o termo ciclone (extratropical) com furacão. 